# Эскобар-и-Мендоза, Антонио
Антонио Эскобар-и-Мендоза (исп. Antonio Escobar у Mendoza; лат. Antonius de Escobar et Mendoza Vallisoletanus; 1589, Вальядолид — 4 июля 1669, Вальядолид) — испанский иезуит, моральный философ.

## Биография
Поступил в орден иезуитов в возрасте 15-ти лет и скоро обратил на себя внимание строгостью жизни, познаниями и красноречием. В течение 50-ти лет ежедневно говорил проповеди. Написал свыше 40 томов in folio. Многие из его сочинений выдержали массу изданий и были переведены на разные языки. 
Эскобар умер в Вальядолиде в 1669 году, после чего десять лет спустя папа Иннокентий XI публично осудил его шестьдесят пять тезисов, а также учения других нравственных авторитетов (например, Франсиско Суареса) как propositiones laxorum moralistarum («положения свободных моралистов»); тем не менее, это критика касалась нескольких утверждений, а не учения в целом. 

## Моральная философия
В своих трудах Эскобар-и-Мендоза старался обосновать иезуитскую казуистическую мораль, причем не стеснялся искажать места из Священного Писания и из отцов церкви. Он первый откровенно высказал и развил мысль, что чистота намерений оправдывает действия, порицаемые моралью и законами. 

### Спор с Блезом Паскалем
На его труд Summula casuum conscientiae (1627) с особенной энергией обрушился Блез Паскаль в своих знаменитых «Письмах к провинциалу» за стремление защищать свободную мораль, поскольку она основана на вероятности. Книга содержит известное изречение о том, что «чистота намерений может быть оправданием действий», которое само по себе противоречит моральному кодексу и человеческим законам; общая тенденция состоит в том, чтобы искать оправдания человеческим слабостям. 
Даже папы вынуждены были осудить некоторые положения Эскобар-и-Мендозы, а иезуиты официально отказались от поддержки его взглядов, тогда как ранее он играл роль главного теоретика их морали. Учение Эскобар-и-Мендозы подверглось беспощадным насмешкам со стороны Мольера, Буало и Лафонтена. 
Из его имени было даже образовано слово «escobarderie» («эскобардерия»), обозначающее, по объяснению словаря французской академии, «лицемерие», с помощью которого человек разрешает затруднительные вопросы совести в смысле благоприятном для своей пользы.

## Труды
Эскобар-и-Мендозе принадлежат две стихотворные поэмы: «San Ignacio» (Вальядолид, 1613) и «Historia de la Virgen madre de Dios» (ib., 1618), переизданная под заглавием «Nueva Jerusalem Maria» (ib., 1625). Гораздо более замечательны его богословские сочинения «Examen у practica de confesores y penitentes» (1647, 39 изданий); «In VI caput Johannis» (Вальядолид, 1624), «Summula casuum conscientiae» (Пампелуна, 1626); «Ad Evangelia sanctorum commentarii panegyricis moralibus illustrati» (Лион, 1642—48); «Sermones vespertinales» (Лион, 1652); «Universa theologiae moralis problemata» (Лион, 1652—1663).
- San Ignacio (1613)
- Historia de la Virgen madre de Dios (1618)
- In VI caput Johannis (1624)
- Summula casuum conscientiae (1627)
- Examen de confesores y práctica de penintentes (1630)
- Liber theologiae moralis (1644)
- Ad Evangelia sanctorum commentarii panegyricis moralibus illustrati (1642-1648)
- Universae theologiae moralis problemata (1652-1666)